# Artopia
Der Künstler-Freistaat Artopia wurde im August 1979, als Neben-Event zur 35. Jahrestagung des Europäischen Forums Alpbach, in dem Tiroler Ort Alpbach von André Heller, Gustav Peichl und dem Grazer Aktionisten und Videoexperten Horst Gebhard Haberl gegründet.
Der Name Artopia ist eine Symbiose aus dem Wort „Art“ (Kunst) und „Utopie“ – der Namensgeber war Horst Gebhard Haberl.
Laut André Heller sollte es ein Ort sein zum „Auszittern, zum Besinnen, zum Umsetzen von Sehnsüchten“ für alle „Verzweifelten, Euphorischen, Hoffnungslosen, Wachsamen“. Der „Künstler-Freistaat“, der ursprünglich für zehn Tage ausgelegt war, bestand tatsächlich aber nur acht Tage.
Der österreichische Künstler Fedo Ertl beteiligte sich mit den Objekten „Europakonserve + Wandergrenzstein“.
Das Artopia-Emblem war die einen Igel darstellende Zeichnung des österreichischen Malers Johann Hauser.
Der US-amerikanische Rockmusiker Frank Zappa wurde von André Heller zur Komposition der sogenannten
Artopia-Nationalhymne „Artopia Hymn“ (Artopia Kuckuck – Gloria!) und der Signation für die täglichen Fernsehberichte, der „Artopia Signation“ beauftragt.
Dazu wurde eigens ein Kabelfernsehen mit einer Reichweite von zwei Kilometern eingerichtet. Gehisst wurde eine weiße Fahne und täglich erschien eine Zeitung namens „Artopia Press“.